# Neocrepidodera irrorata
Neocrepidodera irrorata es una especie de insecto coleóptero de la familia Chrysomelidae. Fue descrita científicamente en 1997 por Medvedev.